# Повіт Сякотан
Пові́т Сякота́н (яп. 積丹郡, しゃこたんぐん, МФА: [ɕakotaɴ guɴ]) — повіт в Японії, в окрузі Сірібесі префектури Хоккайдо.